# Rizki Juniansyah
Rizki Juniansyah (Serang, 17 de junho de 2003) é um halterofilista indonésio, campeão olímpico.

## Carreira
Juniansyah cresceu em uma família com uma sólida formação em levantamento de peso e começou a treinar aos nove anos de idade. Seu pai, M. Yasin (1966–2024), um levantador de peso nacional de sucesso, representou a Indonésia em cinco Jogos do Sudeste Asiático consecutivos de 1983 a 1993 e conquistou medalhas de bronze nos Jogos do Sudeste Asiático de 1985 e 1987. Sua mãe e dois irmãos mais velhos também eram levantadores de peso competitivos. Seu cunhado, Triyatno, que mais tarde se tornou seu treinador, é medalhista de bronze e prata nas Olimpíadas de 2008 e 2012, respectivamente.
Ele começou sua carreira ainda jovem, ganhando medalhas de ouro nos Campeonatos Nacionais PPLP de 2017 e 2018. Além disso, ele ganhou medalhas de ouro na Semana Regional de Esportes Juvenis de 2018, na Semana Provincial de Esportes de 2018 e na Semana Nacional de Esportes de 2021, representando Banten.
Aos 17 anos, Juniansyah alcançou um feito notável ao deter cinco recordes mundiais juvenis e juniores. Em 2020, ele estabeleceu dois recordes mundiais juvenis com um snatch de 139 kg (atual) e um levantamento total de 307 kg no Campeonato Asiático de Halterofilismo Juvenil e Júnior de 2020. Mais tarde naquele ano, o Campeonato Mundial Juvenil de Halterofilismo foi cancelado devido à COVID-19 e substituído por um evento online chamado Copa do Mundo Juvenil da IWF. Juniansyah ganhou a medalha de ouro com números finais impressionantes de 145-180-325, superando todos os três recordes mundiais juvenis da época (incluindo o seu próprio). surpassing all three youth world records at the time (including his own). Embora esses números permaneçam acima dos recordes atuais e tenham sido alcançados em um evento organizado pela IWF, eles não são oficialmente reconhecidos. Em reconhecimento ao seu desempenho, a IWF concedeu a ele o título de 'O Melhor Levantador' na competição.
Em 2023, Juniansyah ganhou a medalha de ouro dos Jogos do Sudeste Asiático, estabelecendo três recordes atuais de jogos com números finais de 156-191-347 no evento de 73 kg. Três meses depois, em agosto de 2023, ele passou por uma apendicectomia e foi obrigado a fazer uma pausa de seis meses nos treinamentos e competições, o que impactou seus esforços para se qualificar para os Jogos Olímpicos. Nas Olimpíadas de Verão de 2024, Juniansyah ganhou a medalha de ouro na categoria masculina de 73 kg, estabelecendo um novo recorde olímpico com um levantamento de 199 kg de arremesso em sua segunda tentativa na final. Foi sua estreia olímpica e Juniansyah se tornou o mais jovem medalhista de ouro olímpico da Indonésia aos 21 anos.